# Sośnie
Pour la gmina, voir Sośnie (gmina).
Sośnie est une localité polonaise, siège de la gmina rurale de Sośnie, située dans le powiat d'Ostrów Wielkopolski en voïvodie de Grande-Pologne. Elle se trouve à environ 19 kilomètres à l'est de la ville d'Ostrów Wielkopolski et 115 km au sud-est de Poznań, la capitale régionale.

## Géographie

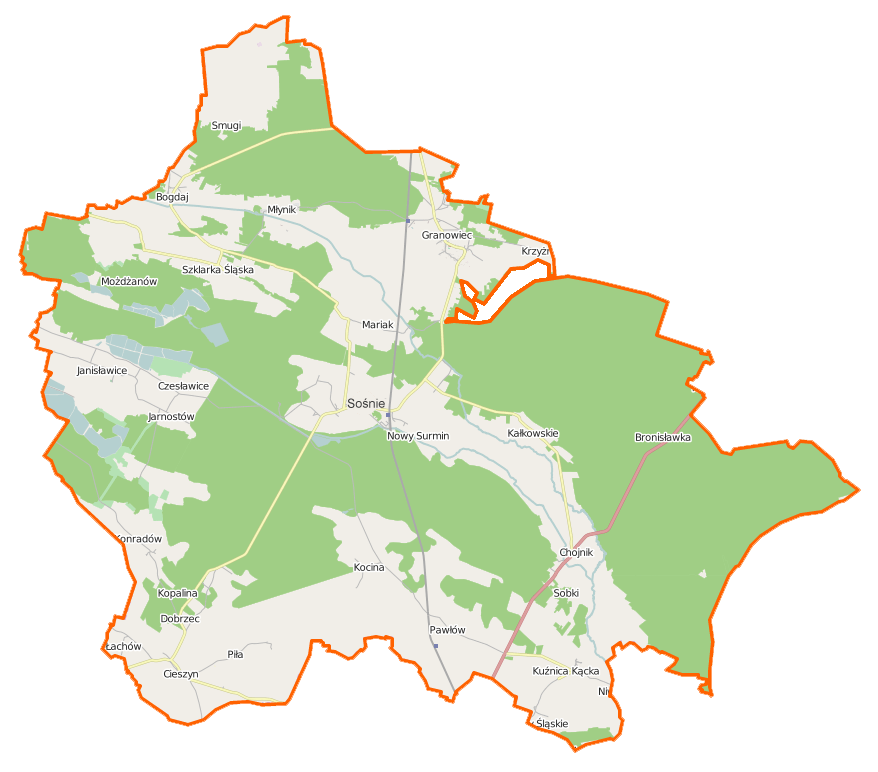
Carte de la gmina de Sośnie.